# Piłka nożna na Letnich Igrzyskach Olimpijskich 2016
Turniej piłki nożnej na Letnich Igrzyskach Olimpijskich 2016 rozegrany został w dniach 3 – 19 sierpnia 2016 roku (kobiety) i 4 – 20 sierpnia 2016 roku (mężczyźni).

## Uczestnicy

### Kobiety
| Zawody                                                    | Data                     | Miejsce                                                   | Drużyna                    |
| --------------------------------------------------------- | ------------------------ | --------------------------------------------------------- | -------------------------- |
| Gospodarz                                                 | –                        | –                                                         | Brazylia                   |
| Copa America                                              | 11 – 28 września 2014    | Ekwador                                                   | Kolumbia                   |
| Mistrzostwa Świata (kwalifikacja dla drużyn europejskich) | 6 czerwca – 5 lipca 2015 | Kanada                                                    | Francja Niemcy             |
| Turniej kwalifikacyjny CAF                                | 2 – 18 października 2015 | Kamerun · Gwinea Równikowa · Południowa Afryka · Zimbabwe | Południowa Afryka Zimbabwe |
| Turniej kwalifikacyjny OFC                                | 23 stycznia 2016         | Papua-Nowa Gwinea                                         | Nowa Zelandia              |
| Turniej kwalifikacyjny CONCACAF                           | 10 – 21 lutego 2016      | Stany Zjednoczone                                         | Kanada Stany Zjednoczone   |
| Turniej kwalifikacyjny AFC                                | 29 lutego – 9 marca 2016 | Japonia                                                   | Australia Chiny            |
| Turniej kwalifikacyjny UEFA                               | 2 – 9 marca 2016         | Holandia                                                  | Szwecja                    |

### Mężczyźni
| Zawody                          | Data                           | Miejsce                     | Drużyna                                             |
| ------------------------------- | ------------------------------ | --------------------------- | --------------------------------------------------- |
| Gospodarz                       | –                              | –                           | Brazylia U-23                                       |
| Mistrzostwa Ameryki Południowej | 14 stycznia – 7 lutego 2015    | Urugwaj                     | Argentyna U-23                                      |
| Igrzyska Pacyfiku               | 3 – 17 czerwca 2015            | Papua-Nowa Gwinea           | Fidżi U-23                                          |
| Mistrzostwa Europy              | 17 – 30 lipca 2015             | Czechy                      | Dania U-23 Niemcy U-23 Portugalia U-23 Szwecja U-23 |
| Turniej kwalifikacyjny CONCACAF | 1 – 13 października 2015       | Stany Zjednoczone           | Honduras U-23 Meksyk U-23                           |
| Puchar Narodów Afryki           | 28 listopada – 12 grudnia 2015 | Senegal                     | Nigeria U-23 Algieria U-23 Południowa Afryka U-23   |
| Puchar Azji                     | 12 – 30 stycznia 2016          | Katar                       | Irak U-23 Japonia U-23 Korea Południowa U-23        |
| play-off CONCACAF – CONMEBOL    | 21 – 29 marca 2016             | Kolumbia/ Stany Zjednoczone | Kolumbia U-23                                       |

## Medaliści
| Konkurencja      | I Mistrz | II Wicemistrz | III Miejsce |
| ---------------- | -------- | ------------- | ----------- |
| Turniej mężczyzn | Brazylia | Niemcy        | Nigeria     |
| Turniej kobiet   | Niemcy   | Szwecja       | Kanada      |

## Tabela medalowa
| Miejsce | Państwo  | złoto | srebro | brąz | Razem |
| ------- | -------- | ----- | ------ | ---- | ----- |
| 1       | Brazylia | 1     | 3      | 2    | 6     |
| 2       | Niemcy   | 1     | 1      | 0    | 2     |
| 3       | Szwecja  | 0     | 1      | 0    | 1     |
| 4       | Kanada   | 0     | 0      | 1    | 1     |
| 5       | Nigeria  | 0     | 0      | 1    | 1     |
| Razem   | Razem    | 2     | 2      | 2    | 6     |